# Faith No More
Faith No More és una banda estatunidenca de metal alternatiu formada a San Francisco, Califòrnia, l'any 1979 amb el nom de «Faith No Man», integrada pel baixista Billy Gould, el baterista Mike Bordin, el teclista Wade Worthington i el vocalista Mike Morris, que posteriorment serien reemplaçats per Roddy Bottum i Chuck Mosley respectivament. Llavors van passar a anomenar-se Faith No More i van reclutar el guitarrista Jim Martin. Amb el debut l'any 1985 de We Care a Lot, es van internar a l'escena underground. Sempre va destacar la seva facilitat de combinar estils, com el rock alternatiu, funk, hardcore, i hip-hop, barrejat amb el característic so influenciat del heavy metal de la guitarra de Jim Martin, tot això reflectit notòriament en el seu segon disc Introduce Yourself l'any 1987.
L'any 1988, Chuck Mosley va ser acomiadat de la banda, i com a substitut va entrar Mike Patton; l'any següent aconseguien la fama mundial amb The Real Thing i el seu reeixit senzill «Epic». Patton va portar noves influències al grup, així l'any 1992 llancen Angel Dust, amb el qual van ampliar encara més el ventall musical, incloent una gran varietat d'estils, que anaven des de la música experimental fins al jazz, música lleugera i pop, entre molts altres. L'any 1994, Jim Martin queda fora del grup, sent reemplaçat per Trey Spruance. L'any 1995 llancen King for a Day... Fool for a Lifetime i Spruance deixa la banda, per la qual cosa durant la gira va haver de ser substituït per Dean Menta, qui després seria reemplaçat per Jon Hudson, amb el qual llancen Album of the Year l'any 1997, que seria el seu últim àlbum d'estudi fins al 2015 quan surt Sol Invictus. L'any 1998 la banda anunciava la seva separació, mitjançant un comunicat a la seva pàgina web però que tindria diversos retorns.
El 24 de febrer del 2009, Faith No More anuncia una gira de reunió per Europa, anomenada «The Second Coming Tour» amb la mateixa formació amb què es van separar. Va començar el 10 de juny, al Brixton Academy a Londres, i va finalitzar el 5 de desembre del 2010 a Santiago de Xile.
Cal destacar que durant la seva carrera, tant en estudi com en les seves presentacions en directe, la banda ha interpretat nombrosos artistes, entre els quals hi ha Black Sabbath, John Barry, The Commodores, Bee Gees, Burt Bacharach, Take That, Dead Kennedys, Al Martino, GG Allin, Portishead, Vanilla Ice, Public Enemy, Violeta Parra, The Cranberries, Sparks, Michael Jackson, entre d'altres. Amb només 7 discs oficials van aconseguir vendre al voltant de 30 milions de còpies per tot el món.

## Història

### Primers anys iWe Care a Lot(1979-1985)
Faith No More té els seus orígens l'any 1979 quan, a Califòrnia, el baixista Billy Gould i el bateria Mike Bordin van formar una banda anomenada «Sharp Young Men», a la qual se'ls va unir el teclista Wade Worthington i el vocalista Mike Morris; llavors la banda va passar a anomenar-se «Faith No Man» (perquè el sobrenom del vocalista era «The Man») i al 1982 van treure una maqueta de dues cançons, «Quiet in Heaven» i «Song of Liberty». A l'any següent, Mike Morris va ser expulsat i Wade Worthington va ser reemplaçat per Roddy Bottum, amic de la infància de Billy Gould, llavors el grup va passar a anomenar-se Faith No More. El nom prové d'una frase que va dir un amic de la banda: «The Man was No More», o sigui: «The Man mai més», fent referència al fet que havien fet fora a Morris, a qui sobrenomenaven «The Man». De manera que van prendre aquest joc de paraules i van substituir «The Man» per «Faith», i la banda es va quedar Faith No More (No Més Fe).
El grup va fer el seu primer concert l'11 d'octubre de 1983 en San Francisco, amb el vocalista Joe Pop-O-Peu, de la banda Pop-O-Peus i el guitarrista Jake Crucifix. Després d'això, hi va haver un període pel qual van passar diferents vocalistes, entre els quals Walter O'brien, Paula Frazer i Courtney Love, qui va estar prop de sis mesos a la banda. També van passar diferents guitarristes com Mark Steward, Desmond Trial i Mark Bowen. Finalment, l'any 1984 es va optar per Chuck Mosley com a vocalista i a l'any següent va arribar el guitarrista Jim Martin, del grup EZ-Street, completant així la primera formació oficial de la banda.
Al principi van començar a gravar sense el suport d'un segell discogràfic, tot i que van cridar l'atenció de Ruth Schwartz de Mordam Records. L'any 1985, llancen el seu auto-finançat àlbum debut We Care a Lot, que els va portar a un contracte amb la discogràfica Slash Records.

### Introduce Yourself(1987-1988)
Dos anys després, llancen el seu segon àlbum: Introduce Yourself, en el qual es nota una millora en la elaboració dels temes i incorpora elements de l'hip-hop al seu so. En aquest disc s'inclou una versió més treballada del tema «We Care A Lot» la qual va sortir com a senzill, igual que «Anne's Song», tots dos emesos per la MTV.
Per problemes d'alcoholisme, baralles amb els altres integrants i les seves limitades capacitats vocals, Chuck Mosley va ser acomiadat del grup.
Durant aquest període, la banda va guanyar una mala reputació a causa de les lluites internes i la fricció que generaven. Hi havia rumors freqüent d'enfrontaments físics entre els membres. De fet, en una breu història de la banda, el diari musical britànic Melody Maker va observar que les relacions internes de la banda havien arribat a l'«odi patològic» en què Bordin, en particular, semblava ser el blanc de nombroses i cruels bromes.

### The Real Thing(1989-1991)
Mike Patton, vocalista de la banda californiana experimental Mr. Bungle va ser suggerit per Jim Martin, després de sentir una maqueta que mostrava el costat mésdeath metal de la formació. Patton va abandonar la Universitat Estatal de Humboldt i es va unir a Faith No More el gener de 1989 i, en dues setmanes, havia escrit totes les lletres de les cançons que componen l'àlbum The Real Thing, llançat sis mesos després.
L'àlbum va ser un èxit total, amb un so únic que definien com una mescla de Brian Eno, Led Zeppelin i Funkadelic, que anava des d'una base funk metal incorporant hip-hop, fins a lounge-soul en cançons com «Edge of the World». El disc també contenia la versió «War Pigs» de Black Sabbath. En poc temps la banda ja era de gira amb Metallica, actuant davant grans audiències, no obstant això, no va ser fins que la cançó «Epic» va ser llançada com a senzill al gener del 1990, que la popularitat de Faith No More no es va disparar als Estats Units, en gran part gràcies a la rotació del vídeo per la MTV (que fins i tot va rebre algunes crítiques negatives per l'escena d'un peix agonitzant fora de l'aigua). Un altre vídeo força exitós va ser el senzill «Falling to Pieces». «From Out of Nowhere» també va ser llançada com a senzill.
Membres de mega-bandes de rock com Metallica i Guns N' Roses nomenaven a Faith No More entre els seus grups preferits. La banda va rebre una nominació al Grammy com a millor interpretació de hard rock.
A finals d'aquell any, The Real Thing ja era disc de platí als Estats Units. El disc els va portar a girar per primera vegada per tot el món, L'any 1991 la banda va llançar a Gran Bretanya l'enregistrament d'un concert que havien hi realitzat, juntament amb dues cançons inèdites, titulat Live at Brixton, i un vídeo del mateix concert, anomenat You Fat B**tards. La banda de San Francisco van tocar en grans esdeveniments per tot el món com a artistes principals, arribant a actuar en la segona edició del Rock in Rio i a l'edició de l'any 1991 del Festival Internacional de la Canción de Viña del Mar, a Xile. El seu so únic i les maníaques pallassades de Patton sobre l'escenari, que interpretava cançons com «Vogue» de Madonna, «The Right Stuff» de New Kids on the Block i «911 is a Joke» de Public Enemy, atreien admiradors de tot tipus d'estil musical. S'estima que les vendes totals de The Real Thing van vorejar les 5 milions de còpies en tot món.

### Angel Dust(1992-1994)
Després d'una extensa gira, l'any 1992 llancen el disc Angel Dust, que suposa un canvi en l'estil de la banda, abandonant gairebé per complet les bases de The Real Thing enfocant-se en desenvolupaments instrumentals més complexos, experimentals, i lletres més sarcàstiques i tenyides d'humor negre, barrejant el seu so amb melodies més suaus i fins i tot incorporant elements del noise i l'ús de sampler. Aquest va ser el primer disc en què Patton va participar en la composició, amb un canvi en la seva veu, tornant-se molt més complexa, treballada i assolida. Gould, Bottum i Bordin després de l'èxit del seu anterior disc, tenien més confiança en la seva capacitat per crear el disc que volien. Per altra banda, Martin va començar a estar insatisfet amb la direcció que estava prenent el grup musicalment, i amb freqüència no es presentava als assajos programats. Així que Gould en moltes ocasions es va veure obligat a fer ell les parts de guitarra. A l'estiu del 1992, després del llançament de l'àlbum, el seu primer senzill, «Midlife Crisis», va ser emès regularment a la MTV i per la ràdio, obtenint un èxit important. Va ser seguit pels singles i vídeos de «Everything's Ruined», «Easy», que va obtenir gran popularitat a Europa, i «A Small Victory».
Aquests darrers, malgrat ser excel·lents vídeos, van sortir menys per la MTV, tal vegada perquè cap cançó calçava amb la imatge hard rock que havien deixat amb The Real Thing, i era una música molt difícil de classificar. Mentrestant Faith No More va formar part de la gira més gran de l'any, el Guns N' Roses/Metallica Stadium Tour. Després d'aquesta gira, en la qual van rebre tèbies respostes dels fanàtics dels caps de cartell, a causa de la diferència d'estil musical, es van embarcar en gires per Estats Units i Europa davant d'audiències més petites. El disc finalment va vendre més de 600.000 còpies als Estats Units, i al Regne Unit va aconseguir ser el número 2. S'estima que va vendre al voltant de 3 milions per tot el món.
Després que la gira d'Angel Dust va acabar, la resta de la banda estava d'acord que Jim Martin els estava frenant amb el seu poc entusiasme i l'any 1993 va ser acomiadat. Segons Roddy Bottum, Martin va ser acomiadat per fax, a més va declarar: «Jim Martin sempre ha estat molt convencional en el que volia per a la banda, és molt fan només de la música amb molta guitarra, metal específicament. Durant l'enregistrament d'Angel Dust es va tornar evident per a ell i per a nosaltres que anàvem en direccions molt diferents». No obstant això, Jim Martin afirma que va ser ell qui va decidir abandonar la banda.
Davant això, se li va oferir a Geordi Walker, de Killing Joke ocupar la seva posició, però no va acceptar.
A finals d'aquell any col·laboren a la banda sonora de la pel·lícula Judgment Night on interpreten al costat de Boo-Yaa T.R.I.B.I. la cançó «Another Body Murdered» que seria llançada com a senzill. Gould va haver d'enregistrar les guitarres.

### King for a Day... Fool for a Lifetime(1995-1996)
L'any 1995 s'edita l'àlbum titulat King For A Day...Fool For A Lifetime, un disc que els exposa a un espectre encara més ampli d'estils i experimentació, incloent gèneres com el jazz funk, gospel i bossa nova. Després de la sortida de Jim Martin de la banda, Trey Spruance es va encarregar de les guitarres en l'enregistrament del disc, i després va deixar la banda, donant diferents raons en cada entrevista, no obstant això la banda sosté que va ser perquè Spruance no estava disposat a comprometre's en una gira mundial tan extensa. Va ser reemplaçat per Dean Menta, antic roadie de la banda i exguitarrista de la banda Duh.
Tot i que King for a Day... Fool for a Lifetime va aconseguir el primer lloc en les llistes d'Austràlia i va tenir un èxit important a l'estranger amb cançons com «Evidence», el disc va tenir poca sortida als Estats Units, venent poc més de 200 mil còpies. Es van llançar els singles i vídeos de «Digging the Grave», «Evidence» i «Ricochet», totes amb suficient potencial comercial, però van ser gairebé ignorats per la MTV estatunidenca. A més, van obtenir una resposta poc entusiasta en alguns concerts del Regne Unit, per la qual cosa van cancel·lar una part de la gira. Malgrat tot, l'àlbum va tenir gran èxit a Europa, arribant al top 10 a diversos països. S'estima que les vendes mundials van vorejar els dos milions de còpies. També van participar en una gira al costat de Steel Pole Bath Tub i van tocar al Monsters of Rock per l'Amèrica del sud, en aquest últim, rebien en algunes ocasions tèbies respostes per part del públic, per ser una música molt més diferent, on la banda incloïa cada vegada més versions de tall «música lleugera» en els seus concerts.
En els següents dos anys, van començar a sorgir rumors sobre una possible ruptura, ja que els membres de Faith No More passaven molt més temps en els seus altres projectes paral·lels. Mike Bordin va anar de gira amb Ozzy Osbourne i Black Sabbath, Mike Patton era amb Mr. Bungle i va editar dos treballs en solitari, Billy Gould estava treballant amb Brujería i Roddy Bottum va tenir un gran èxit amb Imperial Teen.

### Album of the Year(1997-1998)
L'any 1997 llancen el que seria l'últim disc d'estudi, anomenat Album Of The Year i l'únic en el qual ha tocat el guitarrista Jon Hudson, que va substituir Dean Menta. Acompanyat pels singles i vídeos de "Ashes to Ashes", «Last Cup of Sorrow» i l'electrònica «Stripsearch». L'àlbum va vendre més de 200.000 còpies als EUA., similar a les vendes del seu anterior disc King for a Day... Fool for a Lifetime, però significativament inferior als altres discos des de la incorporació de Mike Patton. A les llistes d'Austràlia, República Txeca i Nova Zelanda va aconseguir ser el núm.1, i a Alemanya núm.2. A Austràlia va ser Disc de Platí per la venda de 70.000 còpies del disc. A les llistes britàniques l'àlbum va tenir un lleu èxit, no obstant això va aconseguir el Disc d'Or per la venda de 100.000 còpies. Album of the Year ha venut prop de 2 milions de còpies al món. El primer lliurament de la versió australiana inclou un disc de remix de bonificació.
Allmusic va descriure l'àlbum com «...una forma apropiada, per una de les bandes més influents i importants del rock alternatiu, de posar fi a la seva carrera». També es caracteritza per ser musicalment més lleuger que els anteriors... El disc va obtenir dures crítiques per part de Rolling Stone, que només li va donar 1,5 de 5 estels.
La portada del disc és l'única que no porta el nom del grup, només mostra una imatge de perfil del primer president deTxecoslovàquia,(avui dia República Txeca), Tomáš Garrigue Masaryk.

### Ruptura i repercussions (1998-2008)
En els primers mesos del 1998, els rumors de ruptura van ser més intensos de l'habitual. S'especulava sobre els projectes paral·lels dels membres del grup, si estaven fent estralls, i l'interès en Faith No More estava minvant. El 19 d'abril de 1998 Billy Gould va difondre el següent missatge per correu electrònic i fax:
Després de la dissolució de Faith No More, els membres de la banda van seguir amb altres nombrosos projectes:
- Mike Patton va formar el seu propi segell discogràfic, Ipecac Recordings, i va tornar a Mr. Bungle. Després, va treballar amb el productor Dan the Automator en diversos àlbums, incloent Lovage: Music to Make Love to Your Old Lady By. Altres projectes van incloure col·laboracions amb John Zorn, Björk, Rahzel, Imani Coppola i The Dillinger Escape Plan. També ha estat al capdavant de diversos grups, incloent Tomahawk, Fantômas, i Peeping Tom. L'any 2007, va fer les veus dels videojocs The Darkness, Portal i Left 4 Dead.

- Billy Gould va ser membre de Brujería, fundador de Koolarrow Records, i va supervisar el llançament dels compilats de Faith No More. També va tocar el baix a l'àlbum de Fear Factory de l'any 2005, Transgression.[11] L'any 1998, Billy Gould va produir l'àlbum Vainajala de la banda de rock finlandesa CMX, «Living Targets» de la banda alemanya The Beatsteaks, «FUCC the INS», «Kultura Diktatura», «We Came To Take Your Jobs Away» de Kultur Shock. També va estar de gira amb la banda alemanya Harmful com a guitarrista, a Alemanya, Àustria, Eslovàquia, República Txeca i els Balcans l'any 2007. El va produir el seu àlbum, 7, disponible a Koolarrow Records. També va tocar el baix en una cançó de la banda Coma, del seu disc de 2007 «Nerostitele». Al juny del 2008, Billy va realitzar un concert de dues nits al costat de Jello Biafra and the Guantanamo School of Medicine, amb els quals va enregistrar el disc The Audacity of Hype.
- El teclista Roddy Bottum va formar Imperial Teen l'any 1996.

- Mike Bordin va formar part de la banda d'Ozzy Osbourne, així com de Black Sabbath i va tocar amb Korn a la gira que el seu baterista David Silveria es va lesionar. Ell va tocar la bateria en el disc solista de Jerry Cantrell, Degradation Trip.

- Jim Martin va tenir aparicions com a convidat a Antipop de Primus, Garage Inc. de Metallica tocant al costat d'altres músics en el cover de Lynyrd Skynyrd, «Tuesday's Gone» i en el disc debut de Echobrain al costat de l'ex baixista de Metallica Jason Newsted. També va llançar un disc en solitari anomenat Milk and Blood l'any 1996.

- Dean Menta, després de la seva sortida del grup a principis del 1996, ha estat col·laborant i tocant en algunes ocasions amb Sparks.

Amb els anys, moltes bandes van declarar estar influenciades per Faith No More, com The Dillinger Escape Plan, Look What I Did, Tool, Insane Clown Posse, Incubus, System of a Down, Limp Bizkit, Linkin Park, Deftones Rage Against the Machine, Papa Roach, Glassjaw, Sugar Ray, entre d'altres.

### Reunió:The Second Coming(2009-2010)

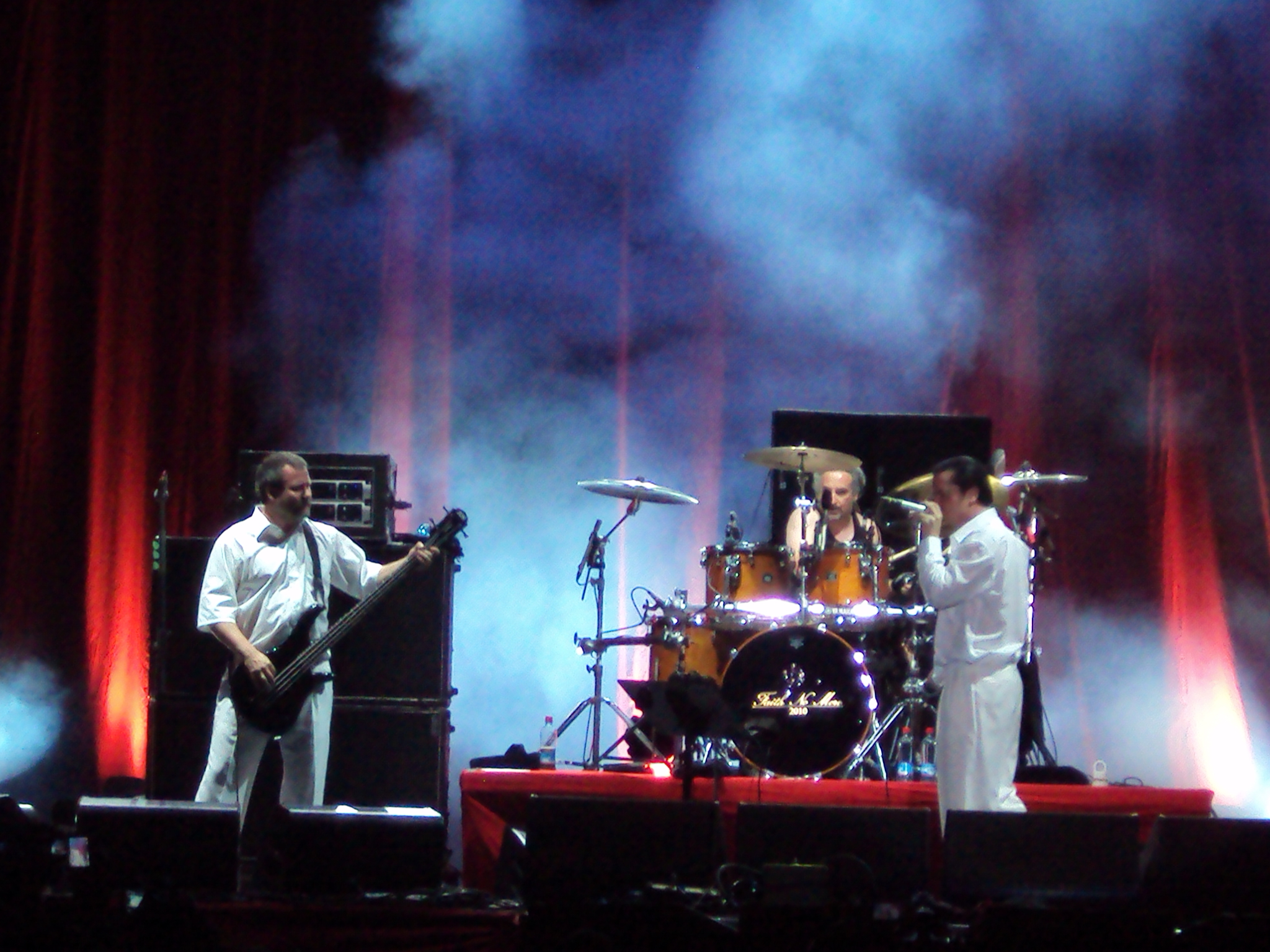
Faith No More al Last Reunited 2.0 Concert a Santiago de Xile

El febrer de l'any 2009, després de diverses declaracions negant una suposada reunió, Faith No More anuncia el seu retorn programant concerts per Europa. Segons el seu web oficial, la formació seria la mateixa amb la qual es van separar l'any 1998. El seu primer concert de reunió va ser el 10 de juny en el Brixton Academy de Londres, després van ser caps de cartell del Download Festival i una sèrie de festivals europeus, com el Hurricane, Southside i el Roskilde Festival. Durant la gira, no van presentar material nou, però sí va destacar novament la interpretació de més versions, com «Poker Face» de Lady Gaga i «Fuck You» de Lily Allen (les quals interpretaven durant la cançó «Chinese Arithmetic»), «Chariots of Fire» de Vangelis, «Don't Dream It's Over» de Crowded House, «Sir Duke» de Stevie Wonder, «Ben» de Michael Jackson, entre d'altres, a més de «Reunited» de Peaches & Herb, que va ser usada per obrir la majoria dels concerts de la gira.
A finals d'octubre del 2009 es van embarcar en una gira sud-americana, de la qual destaca un concert a l'Argentina al costat de Die Toten Hosen davant unes 35.000 persones i dos concerts seguits a Xile davant unes 60.000 persones en total, per després seguir per Brasil i Mèxic.
Durant l'any 2010, la gira els va portar per Nova Zelanda i Austràlia, en el marc del Soundwave Festival. Després, a l'abril d'aquest any, van fer tres concerts a San Francisco, i en el darrer, al final del concert, Chuck Mosley, vocalista original, va pujar a cantar per primera vegada amb la banda des de la seva sortida l'any 1988, i per primera vegada al costat de Mike Patton. La gira va seguir pel Coachella Festival i per països com Portugal, Espanya, Sèrbia, Bèlgica, Àustria i a Finlàndia, durant el Ilosaarirock Festival, on Patton va dir que seria l'últim concert de la banda.
No obstant això, Faith No More va decidir posar fi al The Second Coming Tour amb dues presentacions en el Hollywood Palladium de Los Angeles, el 30 de novembre i l'1 de desembre respectivament, on durant el bis van tocar al costat del seu exguitarrista Dean Menta; després es van presentar en el tancament de la Teletón a Xile, el dia 4 de desembre (on entre el seu repertori, van interpretar la cançó «Que he sacado con quererte» de Violeta Parra), i finalment el Last Reunited 2.0 Show, l'últim concert de la gira, al costat de Primus el 5 de desembre de 2010 a l'Estadi Bicentenario Municipal de La Florida, a Santiago de Xile.

## Estil i influències
Faith No More són sovint considerats com una de les bandes més importants del rock alternatiu dels 90'. No obstant això, quan van començar l'any 1982 com a Faith No Man, el seu estil era proper al post-punk. Després de la publicació del seu primer àlbum We Care a Lot van ser molt comparats amb bandes com Public Image Limited, i a poc a poc van anar incorporant elements del heavy metal (influïts pel guitarrista Jim Martin) i d'altres gèneres com el funk i l'hip-hop, així a finals dels 80, amb la publicació del seu reeixit àlbum The Real Thing, eren comunament etiquetats com una banda de funk-rap metal i també eren molt comparats amb bandes com Red Hot Chili Peppers.
No obstant això, des del 1992, amb la publicació del treball Angel Dust, la banda va prendre un rumb molt més experimental, des de llavors van començar a utilitzar samplers i a afegir una gran quantitat d'estils, com el pop, música experimental, noise, jazz, soul, bossa nova, electrònica, gospel, polka i samba, entre molts altres. La banda es va fer coneguda per fer nombroses versions easy-listening durant els seus concerts.
Les influències musicals de Faith No More inclouen artistes de diversos gèneres musicals, entre els quals Frank Zappa, Parliament, Killing Joke, The Residents, Brian Eno, Burt Bacharach, Godflesh, Black Sabbath, Dead Kennedys, Napalm Death, Funkadelic, David Bowie, Frank Sinatra, Bad Brains Siouxsie and the Banshees i Roxy Music.

## Membres

### Anteriors
- Jim Martin: guitarra (1985-1993)
- Chuck Mosley: veu (1984-1988)
- Trey Spruance: guitarra (1994-1995)
- Dean Menta: guitarra (1995-1996)
- Mike Morris: veu, guitarra (1981-1983)
- Wade Worthington: teclats (1981-1983)

### Altres (1983-1984)
Vocalistes:
- Joe Pye
- Walter O'brien
- Courtney Love
- Paula Frazer

Guitarristes:
- Jake Crucifix
- Mark Stewart
- Desmond Trial
- Scott Colbertson
- Mark Bowen

## Gires
- 1979-1984: Early Days
- 1985-1986: We Care a Lot Tour
- 1987-1988: Introduce Yourself Tour
- 1989-1991: The Real Thing Tour
- 1992-1993: Angel Dust Tour
- 1995: King for a Day Tour
- 1997-1998: Album of the Year Tour
- 2009-2010: The Second Coming Tour
- Nov 2011: South American Tour
- 2015: Sol Invictus Tour

## Discografia

### Àlbums d'estudi
- 1985: We Care A Lot
- 1987: Introduce Yourself
- 1989: The Real Thing
- 1992: Angel Dust
- 1995: King For A Day... Fool For A Lifetime
- 1997: Album Of The Year
- 2015: Sol Invictus